# Etti-Rosa Spirer
Etti-Rosa Spirer (n. 16 aprilie, 1900, Galați – d. 30 martie, 1990, Chișinău) a fost o arhitectă, deși mai puțin cunoscută pentru bălțenii contemporani, apreciată în perioada interbelică prin lucrările ei din municipiul Bălți.
Spirer s-a născut în 1900 la Galați, în România. Studiile le-a făcut la Școala Superioară de Arhitectură din București, actualmente Universitatea de Arhitectură și Urbanism Ion Mincu. În 1932 ajunge la Bălți, unde este imediat angajată în cadrul biroului tehnic al primăriei locale. Fiind unicul arhitect cu studii de specialitate, i se încredințează toate lucrările de proiectare din municipiu și din județul Bălți. Spirer este autoarea proiecului de „Amplificare a Casei Bodescu pentru sediul Prefecturii”.
Clădirii cu un nivel i s-a mai adăugat un etaj, balcon, coloanele și astăzi este considerată una dintre cele mai frumoase clădiri din Bălți. A mai proiectat lucrările pentru refacerea Casei Macarov pentru sediul al Primăriei, case particulare cu 1 - 2 etaje, case de raport cu apartamente. Operele ei aparțin arhitecturei moderniste. Ea este autoarea clădirilor pentru primărie, cluburi, case particulare din diferite localități ai județului.

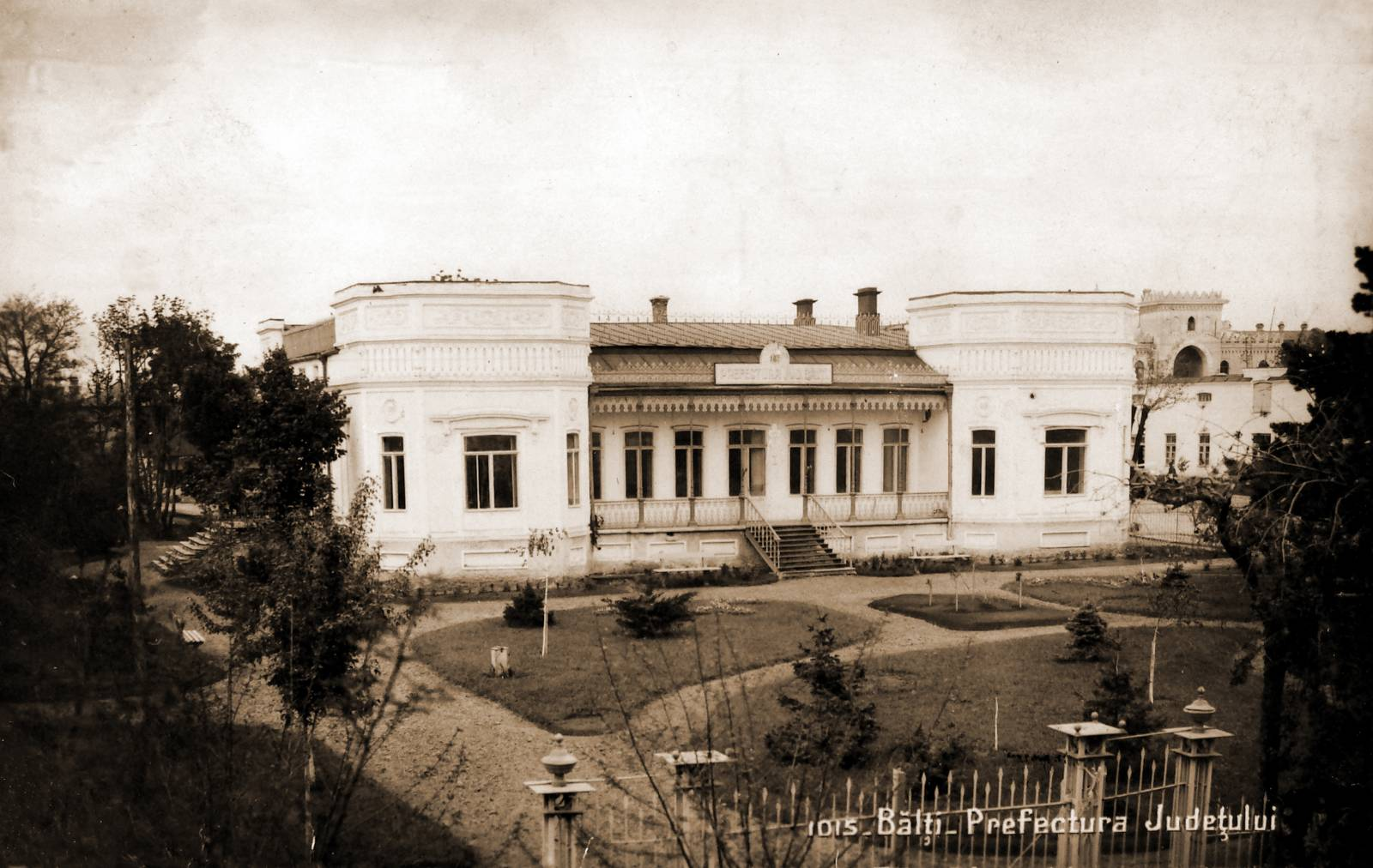
Sediul prefecturii județului Bălți în anii `20

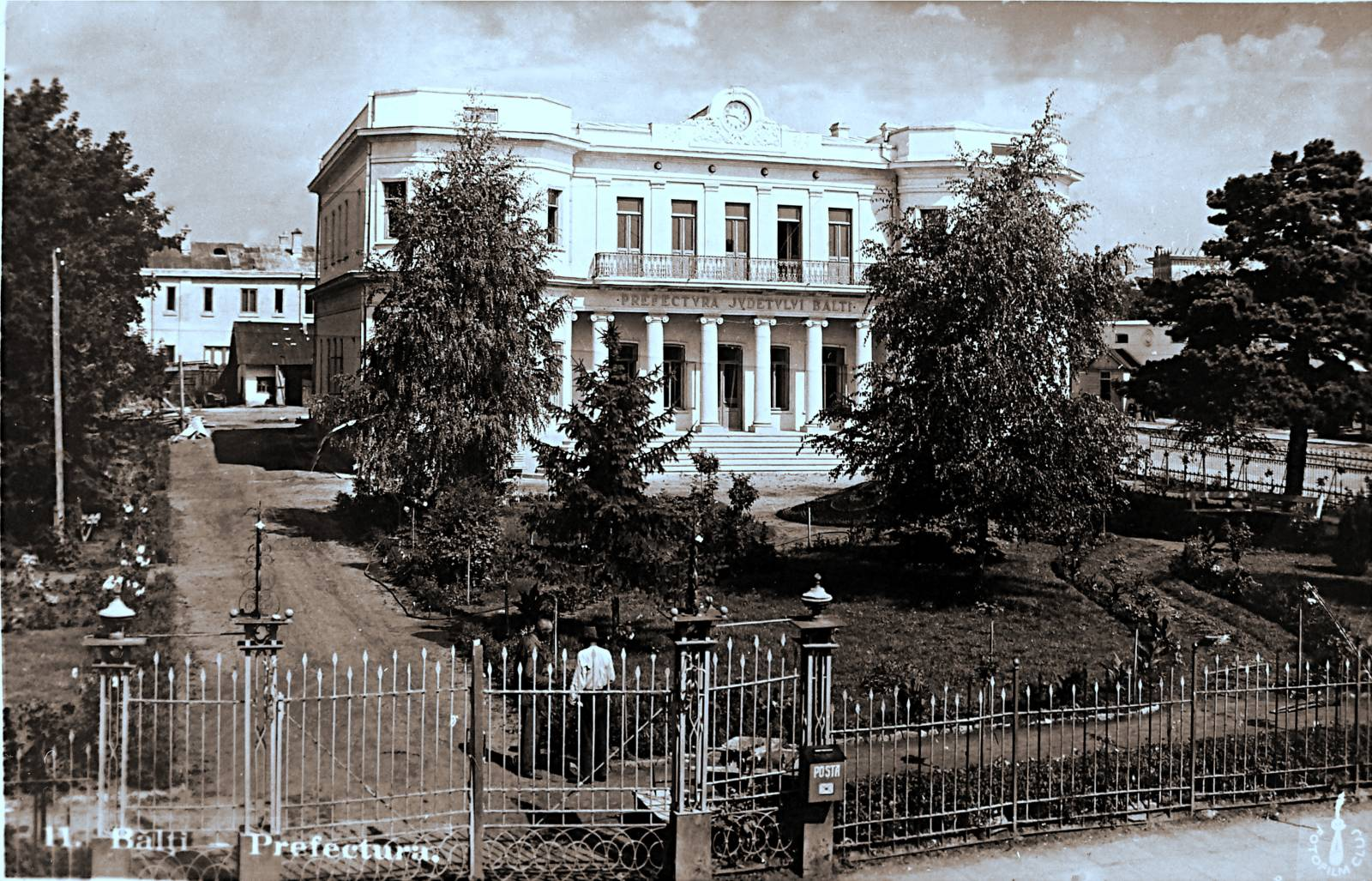
Prefectura județului Bălți reconstruită de Etti-Rosa Spirer

A proiectat locarurile pentru școli în județ și în municipiul Bălți: Liceul industrial de fete, Liceul de băieți Ion Creangă, Liceul de fete Domnița Ileana (actualmente Blocul administrativ al Universității Alecu Russo). Pentru activitatea rodnică în domeniul proiectărilor localurilor pentru școli a fost distinsă cu Medalia „Răsplata Muncii pentru construcții școlare” clasa I, în 1936.
După cel de-al Doilea Război Mondial s-a întors din evacuare la Chișinău, unde a activat ca arhitect superior, arhitect-autor de proiecte. A participat la prima expoziție a arhitecților din fosta U.R.S.S. din 1944. A încetat din viață la 30 martie 1990 și este înmormântată la Chișinău.
Spirer constituie ca arhitectă fondul cel mai de preț al patrimoniului istoric și cultural al municipiului Bălți.